# Nosema
Genre
Nosema est un genre de microsporidies comprenant entre autres les espèces suivantes :
| Espèces              | Hôtes                                                                        |
| -------------------- | ---------------------------------------------------------------------------- |
| Nosema antheraeae    | Antheraea pernyi, un lépidoptère de la famille des Saturniidae               |
| Nosema apis          | Abeilles                                                                     |
| Nosema birgii        | Mesoplatys cincta, un Chrysomelidae                                          |
| Nosema bombi         | Bourdons                                                                     |
| Nosema bombycis      | Ver à soie (cause la pébrine)                                                |
| Nosema carpocapsae   | Laspeyresia molesta, un lépidoptère de la famille des Tortricidae            |
| Nosema ceranae       | Abeilles                                                                     |
| Nosema chaetocnemae  | Chaetocnema tibialis, un Chrysomelidae                                       |
| Nosema chrysorrhoeae | Euproctis chrysorrhoea, un lépidoptère de la famille des Erebidae            |
| Nosema couilloudi    | Un Chrysomelidae du genre Nisotra                                            |
| Nosema empoascae     | Empoasca fabae (une sauterelle du groupe des Cicadellidae)                   |
| Nosema equestris     | Gastrophysa viridula et Leptinotarsa decemlineata, des Chrysomelidae.        |
| Nosema fumiferanae   | Choristoneura fumiferana                                                     |
| Nosema furnacalis    | Ostrinia furnacalis, un lépidoptère de la famille des Crambidae              |
| Nosema galerucellae  | Galerucella luteola, un Chrysomelidae                                        |
| Nosema gastroideae   | Gastrophysa polygoni, un Chrysomelidae                                       |
| Nosema granulosis    | Gammarus duebeni, un petit crustacé                                          |
| Nosema kovacevici    | -                                                                            |
| Nosema leptinotarsae | Leptinotarsa decemlineata, un Chrysomelidae s'attaquant aux pommes de terre. |
| Nosema nisotrae      | un Chrysomelidae du genre Nisotra                                            |
| Nosema oulemae       | Oulema melanopus                                                             |
| Nosema phyllotretae  | Phyllotreta atra et Phyllotreta undulata                                     |
| Nosema polygrammae   | Polygramma undecimlineata                                                    |
| Nosema portugal      | Lymantria dispar, un lépidoptère de la famille des Erebidae                  |
| Nosema pyrrhocoridis | Pyrrhocoris apterus, aussi appelé gendarme                                   |
| Nosema pyrausta      | Ostrinia nubilalis, un lépidoptère de la famille des Crambidae               |
| Nosema serbica       | Lymantria dispar, un lépidoptère de la famille des Erebidae                  |
| Nosema spodopterae   | Plutella xylostella, un lépidoptère de la famille des Plutellidae            |
| Nosema trichoplusiae | Trichoplusia ni, un lépidoptère de la famille des Noctuidae                  |
| Nosema tyriae        | Tyria jacobaeae, un lépidoptère de la famille des Erebidae                   |
| Nosema vespula       | Guêpes européennes                                                           |